# Nain-Šara
Il Nain-Šara (in russo Наин-Шара?; in lingua calmucca: Найн Шар) è un fiume della Russia europea meridionale. Scorre nei rajon Celinnyj e Prijutnenskij della Repubblica di Calmucchia.

## Descrizione
Il fiume scorre in direzione sud-occidentale vicino agli insediamenti di Vorob'ëvka e Prijutnoe (a sud-ovest di Ėlista). La foce del fiume si trova nel tratto Liman Antakur (bacino del Manyč occidentale). Ha una lunghezza di 116 km; l'area del suo bacino è di 812 km².